# Zündapp

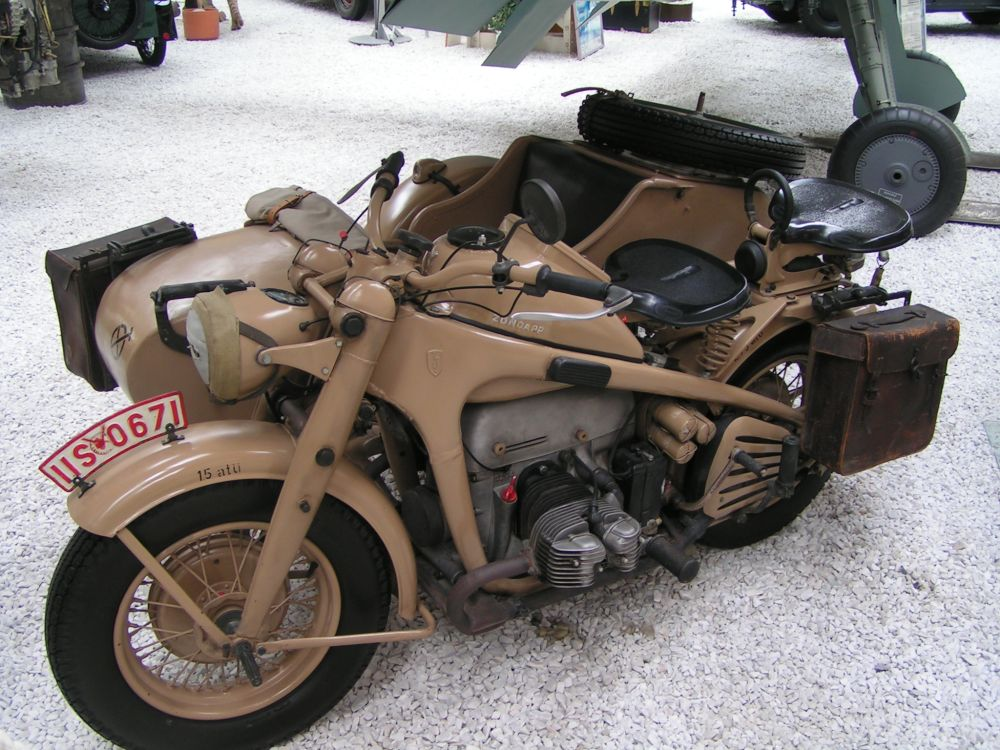
La KS 750 sidecar, utilizada durante la guerra.

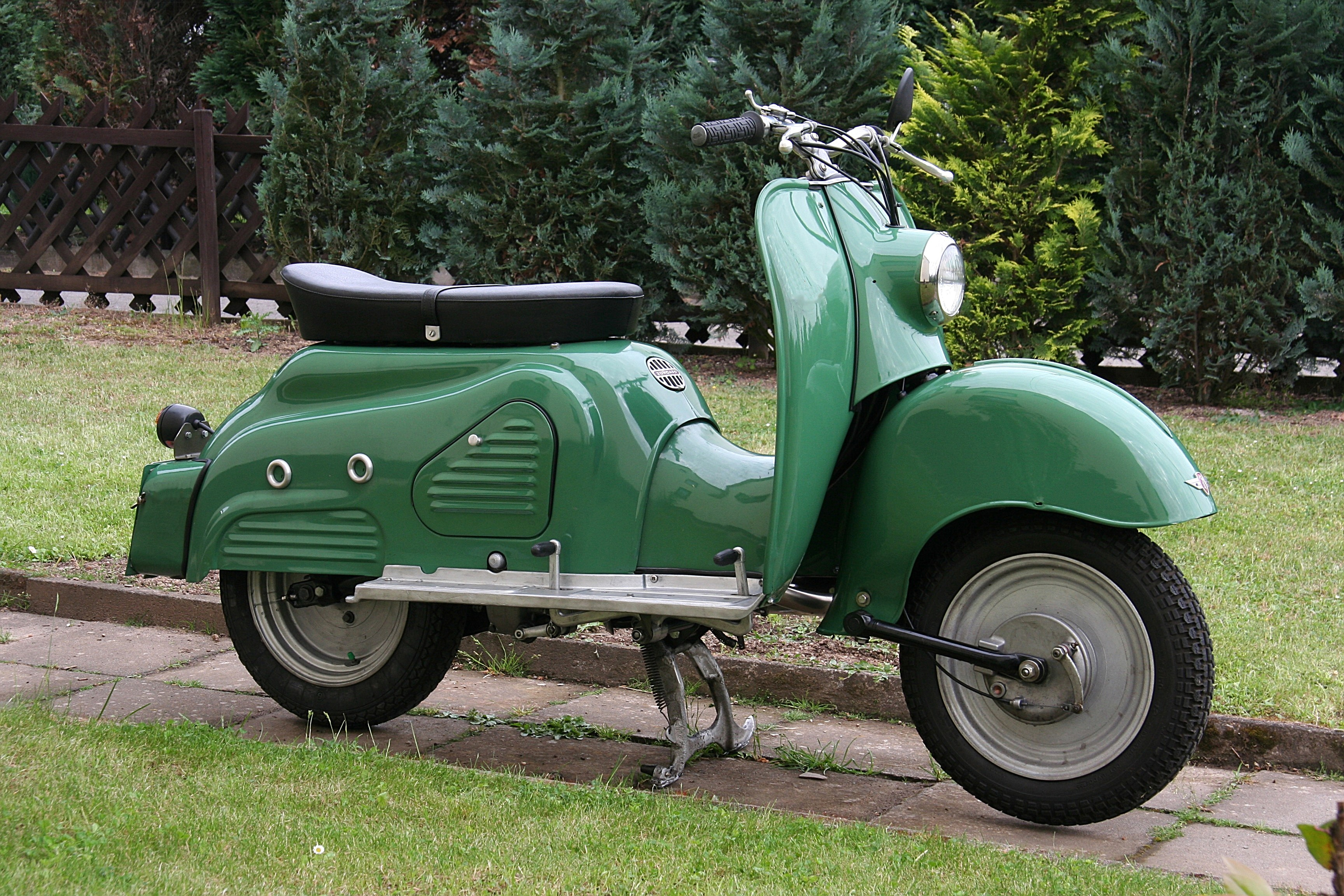
El scooter Bella R 154.

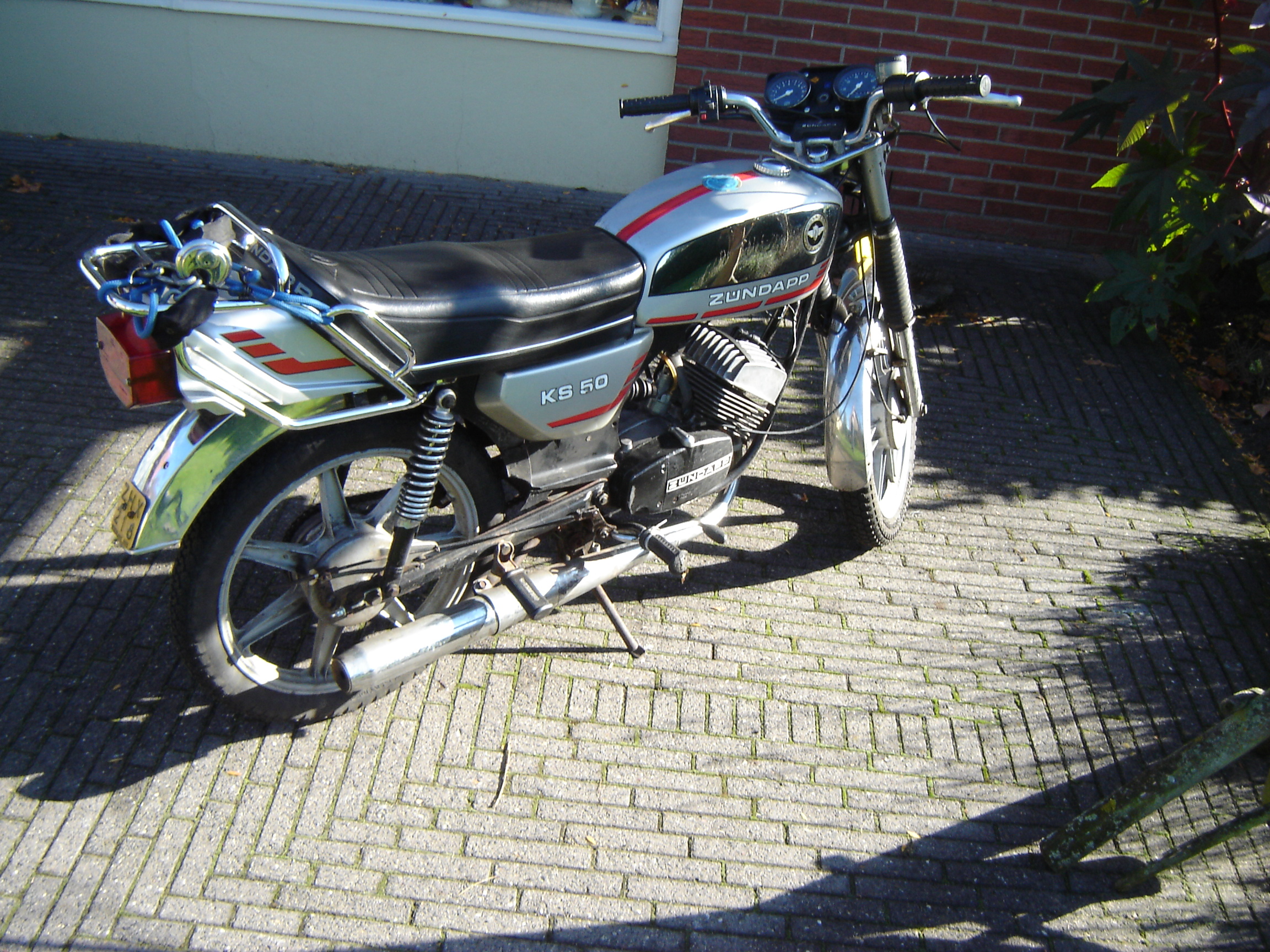
La Zündapp KS 50.

Zündapp fue un famoso fabricante de motocicletas alemán. La casa fue fundada en 1917 en Núremberg por Fritz Neumayer, por Friedrich Krupp AG y el fabricante de maquinaria Thiel, con el nombre de Zünder-Apparatebau-Gesellschaft m.b.H. La producción se prolongó hasta 1984, año de cierre de la compañía.

## Historia
Zündapp es la abreviatura de Zünder Apparatebau o «Fábrica de mecanismos de encendido», mecanismo en el que inicialmente se concentró toda la producción en los comienzos de la casa durante la Primera Guerra Mundial.
La derrota en 1918 y la crisis económica posterior obligaron a la compañía, aun conservando su nombre original, a la diversificación de la producción, que se especializó en la construcción de medios de transporte ligeros, entre ellos motocicletas con pequeños pero robustos motores de dos tiempos. En 1919 Neumayer se convirtió en el único propietario de la empresa.
El logotipo hasta 1938 consistió en un zeta gótica inscrita en un escudo, ambos de oro, sobre un fondo negro. Desde 1938, durante la época nacionalsocialista, a raíz de la creación de dos nuevos motores para aeroplanos de cuatro cilindros de cuatro tiempos (Z90/Z91–Z92), se añadieron al escudo dos alas esquemáticas que simbolizaban el nuevo rumbo de la producción.
La primera motocicleta producida por Zündapp fue la Z22 en 1921. Esta fue concebida como «motocicleta para todos» („Motorrad für Jedermann“). Fue un proyecto que hizo de la simplicidad y fiabilidad sus principales ventajas. La moto tuvo éxito y fue producida en grandes cantidades.
En 1933 comenzó, con la serie K, la producción de motocicletas más grandes. En estas motos, el motor estaba completamente cerrado, una novedad en la época. La K que identificaba la serie significaba Kardanantrieb, es decir, 'transmisión a cardán', otra característica de estas.
La serie abarcaba modelos con motores de cilindradas de entre 200 y 800 cc. También estas motos resultaron un éxito completo, hasta el punto que la cuota de mercado de la empresa pasó del 5 por ciento de 1931 al 18 por ciento de 1937.
Desde 1940 la producción de la Zündapp se centró en las motocicletas destinadas a la Wehrmacht y, en particular, en el modelo KS 750 sidecar, con rueda motriz en el sidecar. La producción de Zündapp durante el conflicto fue de 18.000 ejemplares.
Al final de la guerra, con muy pocos recursos y las instalaciones destruidas, los hermanos Friedrich y Elisabeth Neumayer, hijos del fundador, se especializaron en las técnicas de fusión de aleaciones de aluminio, con las que abrieron su negocio a muchos otros campos: desde máquinas de coser, caracterizadas por un moderno diseño compacto, a molinos de harina, cortadoras de césped y grupos electrógenos; simultáneamente, se centraron en el desarrollo de motocicletas de nueva generación, que supondrían poco después el negocio principal de la compañía.
Tras la Segunda Guerra Mundial la producción de la empresa cambió paulatinamente hacia vehículos más pequeños, tales como el scooter Bella. La última motocicleta de gran cilindrada se produjo en 1958: la KS 601 con motor bicilíndrico de 598 cc, motor de cilindros (la sigla KS significaba Kardan Sport). Ésta es probablemente la moto más famosa producida por Zündapp, especialmente la versión con sidecar.
Entre 1957 y 1958 la compañía también produjo el microcoche Zündapp Janus.
También en 1958, las fábricas fueron trasladados desde Núremberg a Múnich. Se desarrollaron nuevos modelos de motocicletas, aunque el desarrollo del motor de cuatro tiempos se interrumpió para concentrar esfuerzos en los de dos tiempos (las famosa GS 125 y KS 125).
Tras los primeros éxitos deportivos del equipo de carreras de Zündapp, especialmente en las carreras de Gelaende Sport (actual Enduro) el logotipo comercial de la empresa fue modificado definitivamente en una marca circular de 60 mm de diámetro, con una zeta gótica, escudo y alas laterales rodeados de hojas de laurel, todo en color oro sobre fondo negro o rojo.

## Fin de la compañía
Inicialmente, las ventas de scooters y motocicletas fueron bien, pero luego comenzaron a declinar. La empresa se mantuvo en el mercado hasta 1984, año en que fue declarada en quiebra y cerró.
En 1984 después de negociaciones que duraron dos años, toda la fábrica, el know how, la maquinaria y los moldes fueron vendidos a la Tjian Jin, fábrica de motocicletas en la homónima ciudad china, posteriormente absorbida por Honda. Más de 120 trenes de mercancías y multitud de buques de transporte trasladaron a China todos los medios y maquinaria para la producción de motocicletas Zündapp. La marca, sin embargo, no fue de interés comercial para los compradores, que optaron por la transformación del nombre en la asonancia china Xun-da, y fue liberado de nuevo al mercado.